# Pigmalion
Pigmalion (izvorni naslov: Pygmalion) je najpoznatije djelo Georgea Bernarda Shawa,  zabavna komedija.
Likovi:
- profesor Henry Higgins
- prodavačica cvijeća Eliza Doolittle
- Alfred P. Doolittle
- pukovnik George Pickering
- Freddy Eynsford-Hill

Profesor Higgins je profesor fonetike, i za okladu će pokušati naučiti Elizu pravilno govoriti, no pritom će se njih dvoje zaljubiti što će pomalo zapetljati situaciju...
Pigmalion je snimljen kao film više puta (nabrojane su poznatije verzije, ukupno ih ima preko 10):
- 1938. kao "Pygmalion" u režiji Anthonyja Asquitha i Leslieja Howarda
- 1964. kao mjuzikl "My Fair Lady" u režiji Georgea Cukora s Rexom Harrisonom i Audrey Hepburn u glavnim ulogama
- 1983. kao "Educating Rita" u režiji Lewisa Gilberta s Julie Walters i Michaelom Caineom u glavnim ulogama
- 1983. kao "Pygmalion" u režiji Alana Cookea s Peterom O'Tooleom i Margot Kidder u glavnim ulogama